# Río Treska
El río Treska es un río en la parte occidental de Macedonia del Norte, un afluente por la derecha del río Vardar. Tiene 824 km de largo y su cuenca hidrológica es de 2350 km².
Nace en la montaña Stogovo a una altitud de alrededor de dos mil metros, y fluye hacia el este a través del valle de Kičevo. En Makedonski Brod gira al norte, fluye entre las montañas de Suva Gora y Karadžica, desembocando finalmente en el Vardar en el suburbio de Skopie llamado Gjorče Petrov.
Se han construido dos embalses en el Treska:
- en 1937 el pantano y lago de Matka cerca de Skopie
- en 2004 el pantano y lago de Kozjak